# Estación de Abejar
Abejar fue una estación de ferrocarril situada en el municipio español de Abejar, en la provincia de Soria. Las instalaciones, que formaban parte del histórico ferrocarril Santander-Mediterráneo, estuvieron en servicio entre 1930 y 1985. En la actualidad el recinto ferroviario no presta servicio.

## Situación ferroviaria
Las instalaciones se encontraban situadas en el punto kilométrico 126,981 de la línea férrea de ancho ibérico Santander-Mediterráneo, a 1140 metros de altitud sobre el nivel del mar.

## Historia
Las instalaciones fueron construidas por la Compañía del Ferrocarril Santander-Mediterráneo, entrando en servicio en enero de 1929 con la inauguración del tramo Cabezón de la Sierra-Soria.  En 1941, con la nacionalización de los ferrocarriles de ancho ibérico, la estación pasó a manos de RENFE. Tras entrar en declive, hacia 1975 la estación fue rebajada de categoría y reclasificada como apeadero. Las instalaciones dejaron de prestar servicio con la clausura al tráfico de la línea Santander-Mediterráneo en enero de 1985. En la actualidad el conjunto de la estación se encuentra abandonado y fuera de servicio.